# Stephan Skalweit
Stephan Skalweit (né le 5 février 1914 à Giessen et mort le 9 septembre 2003 à Bonn) est un historien allemand.

## Biographie
Le fils de l'économiste national et agricole August Skalweit (de) étudie le lycée Beethoven de Bonn (de) et  passe le baccalauréat humaniste en 1932 à l'école académique de Kiel (de) en 1932. Il commence à étudier l'histoire, les études romanes, la philosophie et l'économie à l'Université de Kiel au semestre d'été de 1932, mais est allé à l'Université de Vienne au semestre d'hiver de 1932/33 pour étudier avec Heinrich Srbik (de) et en 1933 à Francfort-sur-le-Main. En 1935/36, grâce à une bourse du Service allemand des échanges universitaires, il passe un an à l'École normale supérieure de Paris avec les historiens de l'économie Henri Hauser et Jean Meuvret. À Francfort en 1937, il reçoit son doctorat de Georg Küntzel (de). La thèse s'intitule La crise économique de Berlin de 1763 et son contexte et examine les réactions économiques et politiques de l'administration prussienne et du roi à l'effondrement surprenant des entreprises textiles berlinoises surendettées.
En raison de sa distance par rapport au national-socialisme et de son refus catégorique d'adhérer au NSDAP, Skalweit a peu de perspectives de carrière universitaire à partir de l'été 1937. Au lieu de cela, de 1937 à 1939, il suit un cours d'archiviste à l'Institut prussien d'archivistique (de) de Berlin-Dahlem, où il fait la connaissance et se lie d'amitié avec Helmut Beumann (de), Theodor Schieffer, Paul Egon Hübinger (de) et Eugen Ewig. Son professeur est Ernst Posner (de). En 1939, il réussit l'examen d'État pour le service des archives scientifiques. À l'automne 1939, il est nommé évaluateur aux Archives secrètes de l'État (de) et, en 1942, il est promu conseiller aux Archives d'État. Il est soldat dans la Wehrmacht depuis août 1939, mais le "non-soldat" Skalweit est rapidement affecté au bureau. À partir de 1942, il est employé comme interprète pour le français puis comme professeur de langues.
En août 1945, Skalweit est libéré de captivité américaine. En 1947, il prend un poste d'assistant de recherche à l'Université de Bonn, et en 1951, il y termine son habilitation avec Max Braubach, avec l'étude France et Frédéric le Grand. La montée de la Prusse dans l'opinion publique de l'ancien régime. À Bonn, Skalweit est principalement responsable de la reconstruction et de l'entretien de la bibliothèque du séminaire, qui est en grande partie détruite pendant la guerre. En 1953/54, une bourse de recherche de neuf mois du British Council qui le conduit Cambridge, où il est encadré par Herbert Butterfield. Il en résulte le travail sur « Edmund Burke et la France ». En 1954, il reçoit une « chaire de diététique » et en 1956, il reçoit le titre de professeur extraordinaire par le ministre de l'Éducation. En tant que professeur ordinaire de l'époque moderne, il enseigne de 1957 à 1963 en tant que successeur de Jean-Baptiste Duroselle à l'Université de Sarrebruck, de 1963 à 1964 à l'Université libre de Berlin et de 1964 jusqu'à sa retraite en 1982 à l'Université de Bonn.
Les étudiants universitaires de Skalweit comprennent Günter Buchstab (de), Bernhard R. Kroener, Matthias Pape (de), Karl Josef Seidel et Hermann Weber (de), entre autres. En 1959, Skalweit est coopté à la Commission scientifique de recherche sur l'histoire des relations franco-allemandes. Il est membre du Conseil consultatif des Instituts historiques allemands de Paris (1959-1984) et de Londres (1976-1984). Il est membre de l'Académie des sciences et des arts de Rhénanie-du-Nord-Westphalie. Skalweit reçoit l'Ordre des Palmes académiques (Officier).
Les principaux domaines de recherche de Skalweit sont la Prusse aux XVIIIe et XIXe siècles et les études comparatives de la constitution, de l'économie et de la société de la Prusse, de l'Angleterre et de la France à l'ère de l'absolutisme. Il s'occupe également de l'histoire des concepts et des problèmes théoriques de la science historique.
Il est marié mais n'a pas d'enfants.

## Publications (sélection)
Monographies
- Die Berliner Wirtschaftskrise von 1763 und ihre Hintergründe (= Vierteljahrschrift für Sozial- und Wirtschaftsgeschichte. Beiheft, Nr. 34). Kohlhammer, Stuttgart u. a. 1937.
- Frankreich und Friedrich der Große. Der Aufstieg Preußens in der öffentlichen Meinung des „ancien regime“ (= Bonner Historische Forschungen. Band 1). Röhrscheid, Bonn 1952.
- Edmund Burke und Frankreich (= Veröffentlichungen der Arbeitsgemeinschaft für Forschung des Landes Nordrhein-Westfalen. Geisteswissenschaften, Heft 60). Westdeutscher Verlag, Köln u. a. 1956.
- Reich und Reformation. Propyläen Verlag, Berlin 1967.
- Der „moderne Staat“. Ein historischer Begriff und seine Problematik. Westdeutscher Verlag, Opladen 1975  (ISBN 3-531-07203-X).
- Der Beginn der Neuzeit. Epochengrenze und Epochenbegriff (= Erträge der Forschung. Band 178). Wissenschaftliche Buchgesellschaft, Darmstadt 1982  (ISBN 3-534-06095-4).
- Gestalten und Probleme der frühen Neuzeit. Ausgewählte Aufsätze (= Historische Forschungen. Band 32). Duncker & Humblot, Berlin 1987  (ISBN 3-428-06243-4).

Rédaction
- mit Konrad Repgen: Spiegel der Geschichte. Festgabe für Max Braubach zum 10. April 1964. Aschendorff, Münster 1964.